# Mike Winter
Mike Winter (ur. 2 września 1952 w Wiedniu) – amerykański piłkarz pochodzenia austriackiego, grający na pozycji bramkarza, reprezentant kraju.

## Kariera piłkarska
Mike Winter karierę piłkarską rozpoczął w 1972 roku w klubie ligi NASL – St. Louis Stars. W sezonie 1972 sięgnął z tą drużyną po wicemistrzostwo NASL oraz został ogłoszonym Odkryciem Roku NASL. Z klubu odszedł po zakończeniu sezonu 1974 po rozegraniu 32 meczów w lidze NASL. Następnie w 1975 roku przeszedł do Chicago Sting, gdzie po zakończeniu sezonu 1975 i rozegraniu w tym sezonie zaledwie jednego meczu zakończył w wieku zaledwie 23 lat piłkarską karierę. Mike Winter łącznie w lidze NASL rozegrał 33 mecze.

## Kariera reprezentacyjna
Mike Winter w latach 1972–1973 w reprezentacji Stanów Zjednoczonych wystąpił w 6 meczach. Debiut zaliczył dnia 20 sierpnia 1972 roku w St. John’s w wygranym 3:2 meczu eliminacyjnym do mistrzostw świata 1974 z reprezentacją Kanady. Ostatni mecz w reprezentacji Stanów Zjednoczonych rozegrał dnia 5 listopada 1973 roku na Stade Sylvio Cator w Port-au-Prince, gdzie reprezentacja Stanów Zjednoczonych wygrała towarzysko 1:0 z reprezentacją Haiti.

### Mecze w reprezentacji
| L.p. | Data       | Miasto         | Przeciwnik | Wynik | Czas gry | Rozgrywki                   |
| ---- | ---------- | -------------- | ---------- | ----- | -------- | --------------------------- |
| 1.   | 20.08.1972 | St. John’s     | Kanada     | 3:2   | od 46'   | Eliminacje do Mundialu 1974 |
| 2.   | 29.09.1972 | Baltimore      | Kanada     | 2:2   | od 34'   | Eliminacje do Mundialu 1974 |
| 3.   | 03.09.1972 | Meksyk         | Meksyk     | 3:1   | 90'      | Eliminacje do Mundialu 1974 |
| 4.   | 10.09.1972 | Los Angeles    | Meksyk     | 1:2   | 90'      | Eliminacje do Mundialu 1974 |
| 5.   | 17.03.1973 | Hamilton       | Bermudy    | 4:0   | do 46'   | Towarzyski                  |
| 6.   | 05.11.1973 | Port-au-Prince | Haiti      | 1:0   | 90'      | Towarzyski                  |

## Sukcesy piłkarskie

### St. Louis Stars
- Wicemistrzostwo NASL: 1972

### Indywidualne
- Odkrycie ligi NASL: 1972